# 蓝色师
藍色師（西班牙語：División Azul），西班牙陆军正式名称为西班牙志愿师（西班牙語：División Española de Voluntarios），德军正式名称为步兵第250师（德語：250. Infanterie-Division）是二战时期在德蘇戰爭给德军助战的一个西班牙志愿者师。佛朗哥既要报答西班牙内战德軍的支持，又要与西方同盟国保持和平，就约定该师只能与苏联军队作战。在經過輪調後，先後總計有45,482名西班牙軍人在東線服役，他們被授予了德國與西班牙兩國的獎章，其中值得一提的是，希特勒授予的勳章只屬於藍色師，不為其他師所擁有，是為藍色師獎章。

## 緣起
儘管當時西班牙的獨裁者佛朗哥並未正式地參與二戰中軸心國的陣營，他仍然同意派出志願軍參加德意志國防軍，但條件是志願軍只能與蘇聯作戰而非和西方世界作戰，如此一來佛朗哥既能和西方同盟國保持和平的關係，又能報答納粹德國在西班牙內戰中給予的支持，並且同時發洩國內民族主義者強烈的反共產主義思想。於是在西班牙外交部長 拉蒙·塞拉诺·苏涅尔的建議下，佛朗哥成立了一支志願軍，並在巴巴羅薩行動開始之際正式地提供柏林軍事協助。
希特勒於1941年6月24日同意了西班牙志願軍的參與。西班牙的志願者成群地出現在各大城市的招募處，薩拉戈薩的軍校學生的人數尤其眾多。一開始，西班牙政府僅僅打算派出約4,000人的志願軍，但後來很快地發現他們有足夠的人成立一個完整的師：全部有18,104人，包含2612名軍官和15,492名士兵。
在藍色師中，一半的軍官以及士官是職業軍人，其中又有許多是參加過西班牙內戰的老兵。剩下的一半則又多是屬於長槍黨（西班牙法西斯政黨）的黨員，其他的一部分人，像是之後非常有名的導演路易斯·加西亚·贝尔兰加，為了要幫助因為和先前西班牙共和派有關係而被佛朗哥監禁的親戚而參戰，此外，這個師也包含了葡萄牙士兵並稱為綠色師。
阿古斯丁·穆尼奥斯·格兰德斯將軍被指派為師長以帶領這個志願軍，不過因為這些士兵不能夠穿著西班牙軍隊的正式服裝，他們的制服採用了卡洛斯派的貝雷帽、西班牙外籍兵團的卡其褲以及長槍黨的藍色上衣──也因此有了藍色師的綽號。這制服僅僅用於他們離開西班牙的時候，在前線，士兵們穿著德意志國防軍的灰色制服與頭盔，並在右手臂上端繡有「España」的字樣以及西班牙的國家代表色──紅與黃。

## 部署及行動

### 訓練以及編組

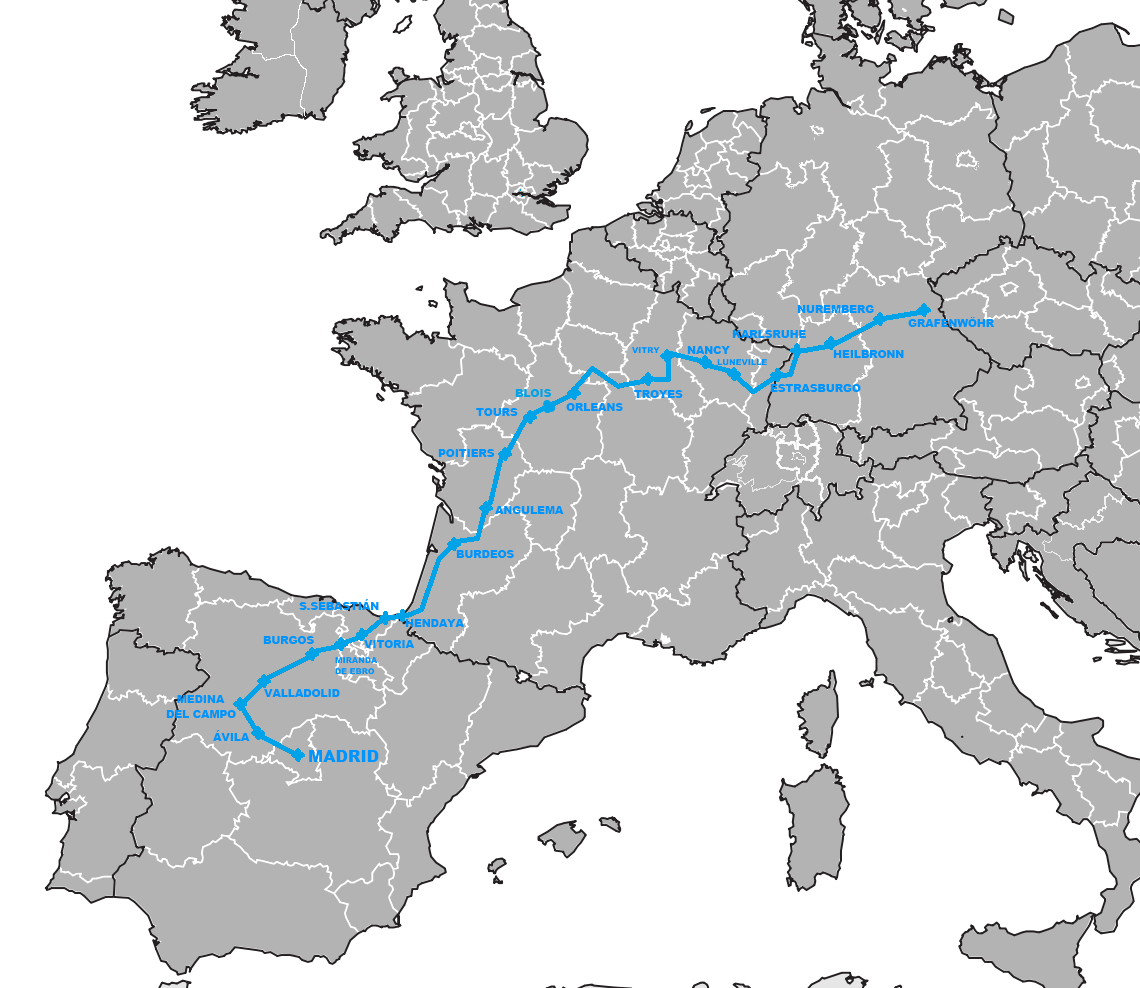
火車行經路線

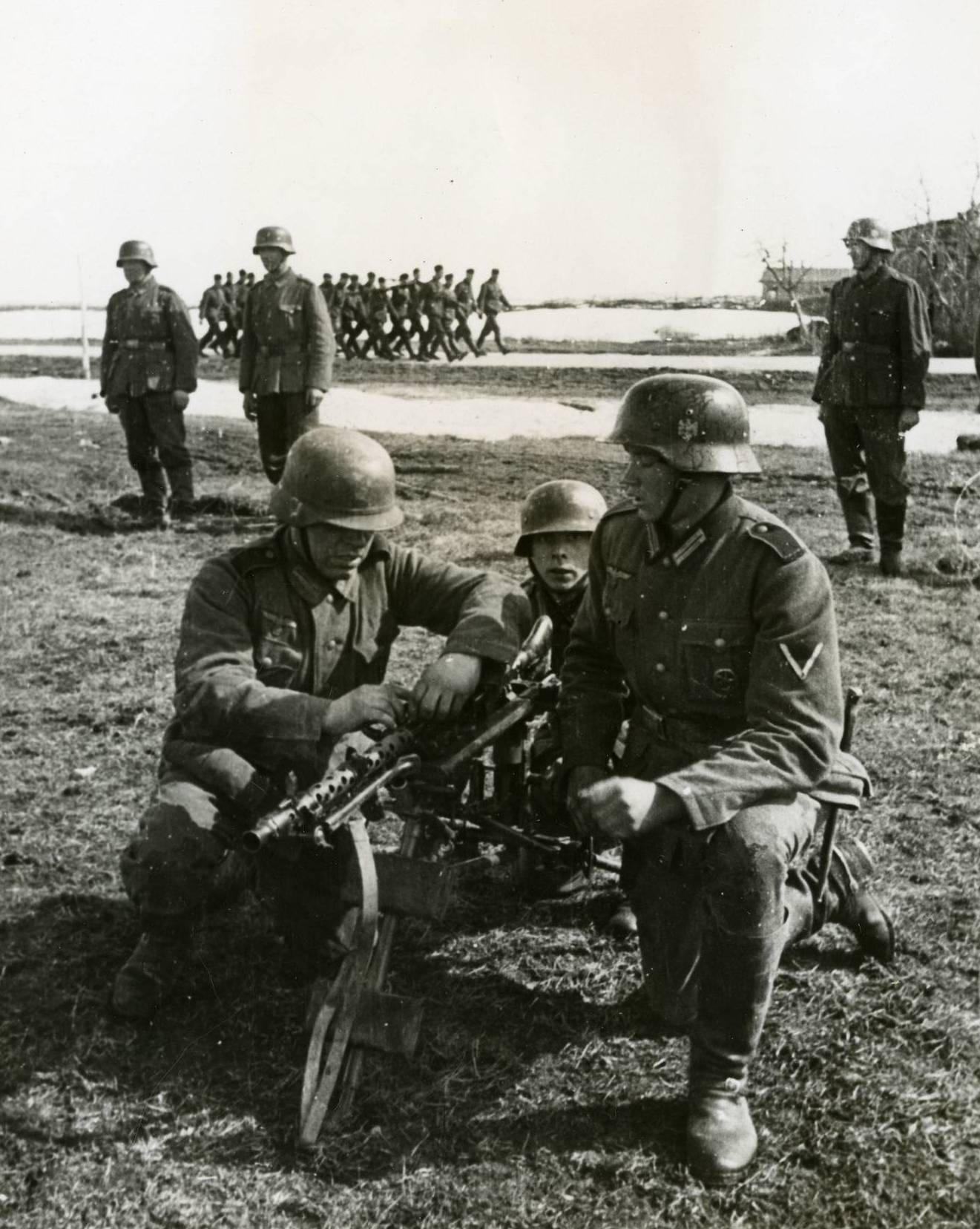
在德国训练的蓝色师部队

第一班列車在1941年7月13日駛離馬德里並前往巴伐利亞格拉芬沃尔以接受五周的訓練。他們在這裡接受德軍的編制成為步兵第250師，起初，依照西班牙軍隊的標準，師被分為四個步兵團，不過為了配合德軍的補給系統，他們便依照德軍的標準重新劃分師為三個步兵團（整體人數不變），這三個步兵團分別以最多志願軍的城市命名──馬德里、瓦倫西亞、賽維亞，每個步兵團又包含三個營（含四個連）以及兩個武器連，另外也包含一個砲兵團（四個營，每營又含三個連）。由於參加志願軍的人數多於預期，因此除了上述的編制之外還成立了一支主要配備半自動步槍的攻擊營，不過這個營隨後因傷亡而被取消了編制。最後，志願飛行員另外組成了一個藍色中隊（Escuadrillas Azules），這支中隊在戰爭中駕駛著 Bf 109戰鬥機和Fw 190戰鬥機並且有著156擊墜數的戰績。

### 前往俄國前線
7月21日，在經過制式的效忠程序之後，藍色師被編制為德意志國防軍第250師。起初他們便編入中央集團軍的旗下，並且向莫斯科進發。第250師搭乘火車自德國出發並抵達波蘭的蘇瓦烏基，之後他們得步行莫斯科前線，沿途他們經過格羅德諾（白俄羅斯）、利達（白俄羅斯）、維爾紐斯（立陶宛）、莫洛傑奇諾（白俄羅斯）、明斯克（白俄羅斯）、奧爾沙（白俄羅斯）到 斯摩棱斯克。不過在他們前往斯摩棱斯克的途中，1941年的9月26日，藍色師從維捷布斯克被分派到北方集團軍（所屬德國第16軍團）進行作戰。

### 沃爾霍夫河前線
被分配到北方集團軍後，藍色師先是被分配到總部位於格利戈洛沃，在大諾夫哥羅德的外圍的沃爾霍夫河前線，在那裏，他們負責了沃爾霍夫河和伊爾門湖沿線，大諾夫哥羅德的北邊與南邊長約50公里的前線。在戰事期間，根據艾林街上Spasa Preobrazheniya 教堂的館長，志願軍利用了教堂的圓屋頂作為他們的機槍陣地，結果造成了建築物本體嚴重損害，其中包含了很多中世紀希腊人提奥法尼斯所創作的人像

### 列寧格勒

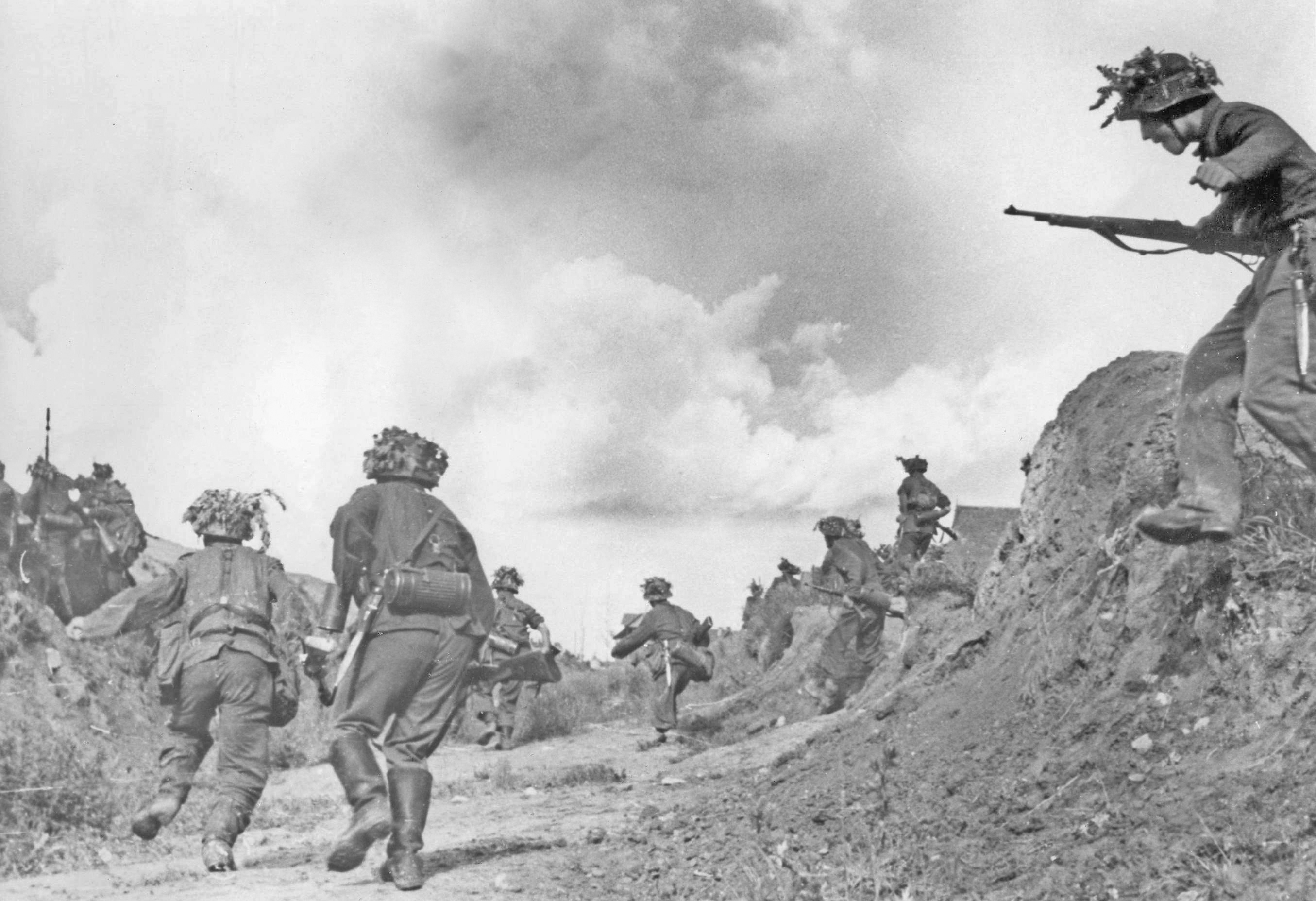
列宁格勒战役中的第250师

到了1942年8月，他們被調往北方列寧格勒的南邊，也就是在伊若拉河 ，靠近普希金市、科爾皮諾和红博尔的涅瓦河南部區域。在德軍的南部戰線於史達林格勒戰役崩潰之後，越來越多德軍部隊被派往南方以支援戰事，這時埃米利奥·埃斯特万·因方特斯將軍接替了先前的阿古斯丁·穆尼奥斯·格兰德斯將軍成為師的師長。
1943年2月，在史達林格勒蘇軍獲勝之後，蘇聯紅軍第55軍得以再編成並且向西班牙的防守位置發起進攻，是為克拉斯尼博尔战役，藍色師於是面臨蘇聯軍隊大規模突圍行動。儘管承受了重大的傷亡以及面對七倍強且擁有坦克支援的蘇軍，這些西班牙志願軍仍然守在自己的陣地上。這樣的攻擊持續了接下來的一年，儘管列寧格勒之圍沒有因此解開，在這期間，由於天氣和敵軍的行動，守在前線的第250步兵師繼續承受著巨大的傷亡。由於這巨大的傷亡，佛朗哥派遣了更多的增援，其中有徵兵制的兵源，當然也包含了志願軍。

## 解散及後續
隨著戰事持續，同盟國以及國內保守派人士（包含來自羅馬教會）的施壓，最終使得佛朗哥1943年春天經過與西方談判後，在當年10月10日宣布自東線撤軍。儘管撤退的命令已經下達了，有些西班牙士兵拒絕返回西班牙，甚至有些相信只要軍隊人數不超過1500人，佛朗哥便會默許。不論他們怎麼想，西班牙政府發出官方布告，要所有志願軍撤回西班牙本土。最終，一共有接近3000人拒絕和師一同回到西班牙，這些人大多是長槍黨員，他們之中有許多參加了德國的部隊──大多是武裝親衛隊。另外還有一些新的志願者跨越西班牙邊界來到佔領時期法國，這些新的納粹支持者軍團被稱為藍色軍團（Legión Azul）。

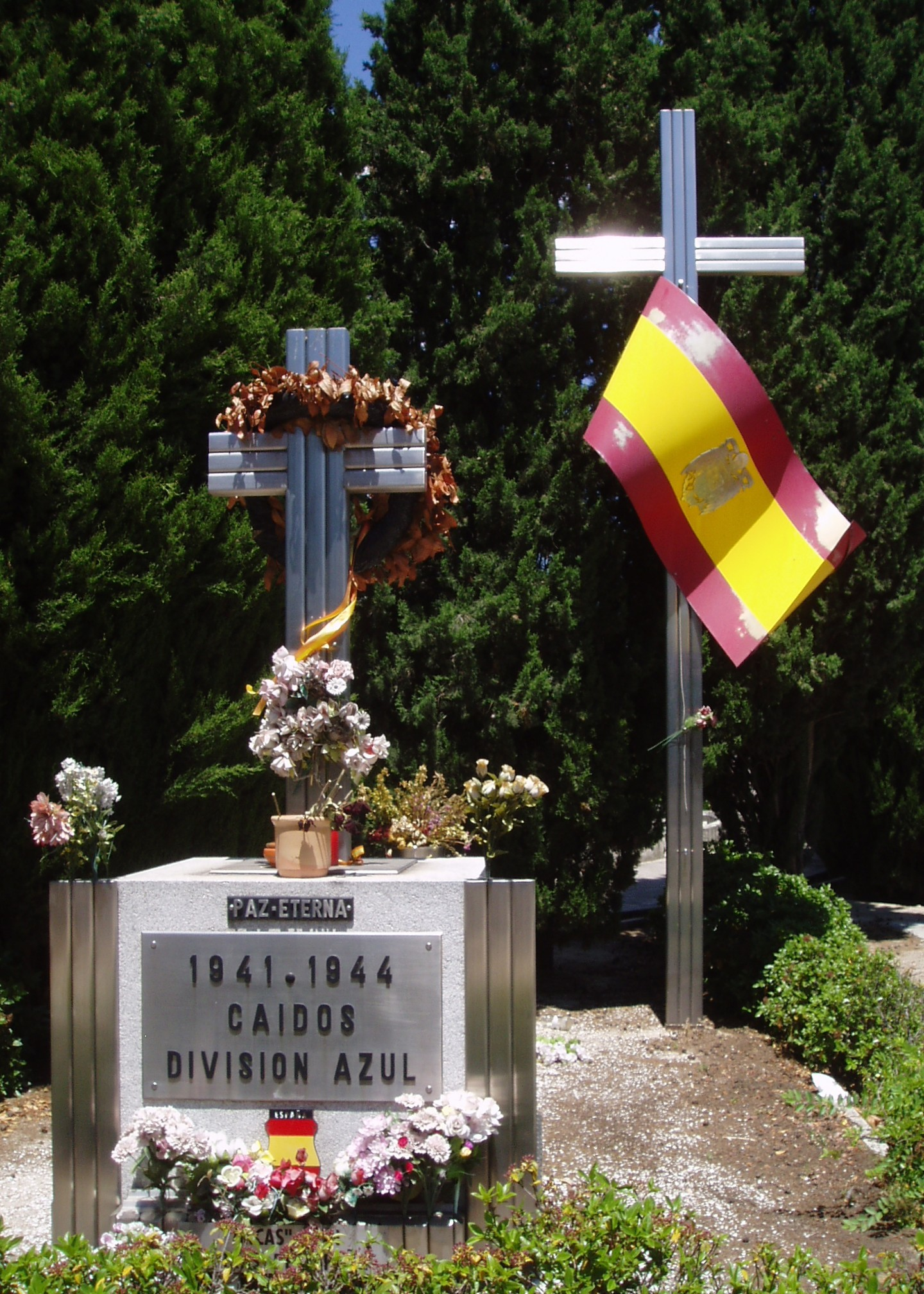
马德里陵园内的蓝色师纪念碑

在整个轮战中，前后共计47,000名西班牙士兵在东线服役。 蓝色师及其后继者的伤亡包括4,954人阵亡、8,700人受伤。 另外 372 名蓝色师、蓝色军团的成员或「党卫军西班牙志愿101连」（德语：Spanische-Freiwilligen Kompanie der SS 101）的志愿者被红军俘虏； 其中286人一直被囚禁，直到1954年4月2日他们才被苏联释放，乘坐国际红十字会提供的塞米勒米斯号船返回西班牙。在与蓝师的战斗中，红军估计伤亡4.93万人。
正式撤退命令下達後，起初他們還留下了一部份在德軍第121步兵師，但即使是這樣少量的軍隊也在1944年3月被要求返回本國，結果他們在同月21日被送回了西班牙，餘下的志願者們則被併入德軍部隊。部分的志願者們在德國第3山地師以及第357步兵師參與戰鬥。其中一個單位被派往拉脫維亞，另有兩個連被編制在勃蘭登堡部隊與德國第121步兵師下和南斯拉夫人民解放軍和游擊隊戰鬥。
另外還有第101連的140人在武裝親衛隊第28志願裝甲擲彈兵師下戰鬥，他們在波美拉尼亞和布蘭登堡與蘇聯軍作戰，不久之後，他們被派到武裝親衛隊第11志願裝甲裝甲擲彈兵師之下，見證了戰爭的最後──柏林市戰役。

## 編制

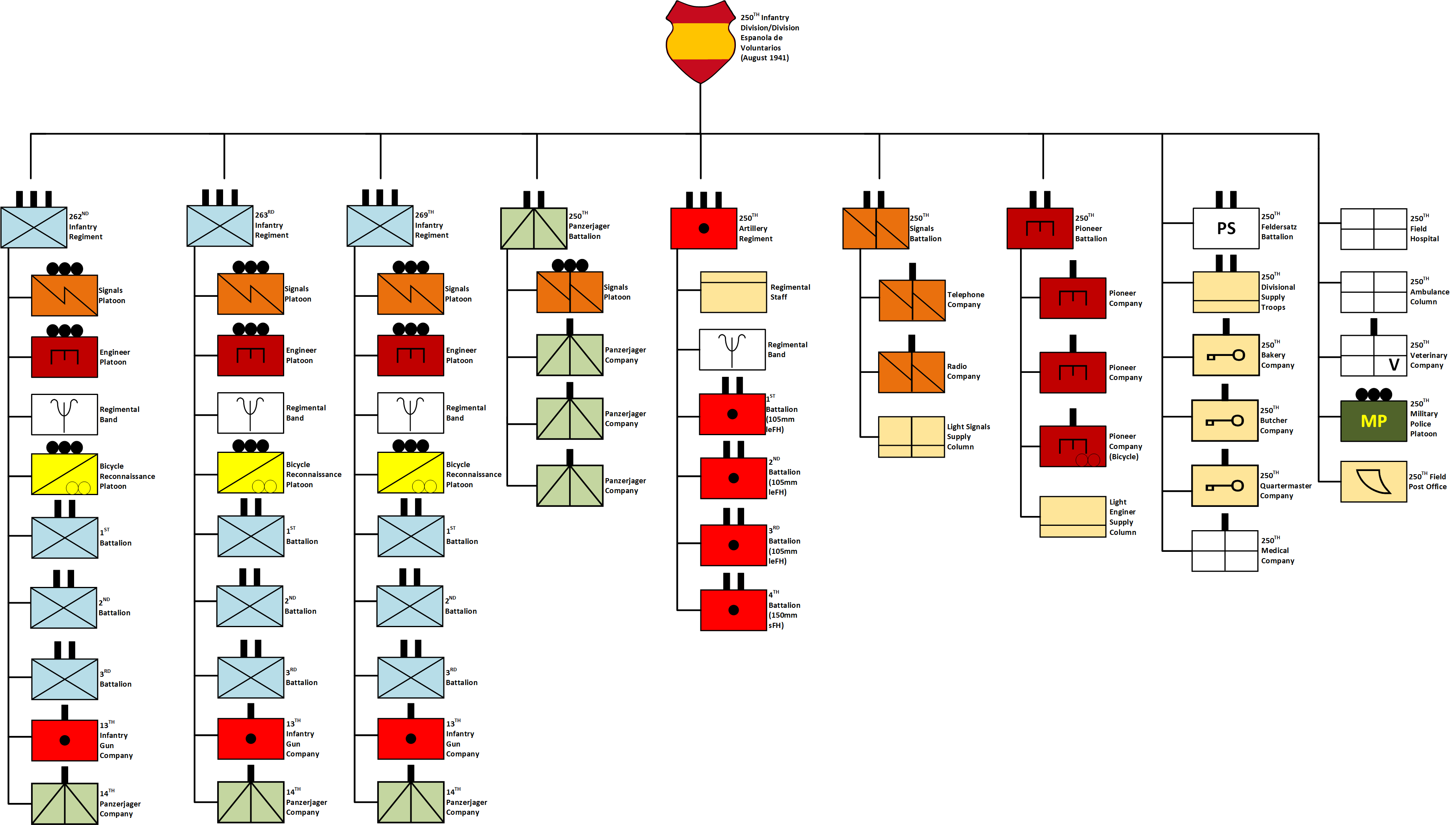
1941年8月第250步兵師編制

### 1941年7月
- 第262、263、269步兵團
- 第250炮兵團 (含4個砲兵營)
- 第250反戰車營
- 第250偵察營
- 第250預備營
- 第250先鋒營
- 第250通訊營
- 補給部隊

### 1943年10月
- 第262、263、269擲彈兵團
- 第250炮兵團 (含4個砲兵營)
- 第250反戰車營
- 第250偵察營
- 第250預備營
- 第250先鋒營
- 第250通訊營
- 補給部隊

## 軼事

### 葡萄牙志愿者
与西班牙一样，萨拉查政权统治下的葡萄牙在第二次世界大战期间根据1373年英葡条约与英国达成协议，保持中立，但国家和社会公开同情纳粹德国和法西斯意大利，流行反共情绪。在蓝色师中有150名葡萄牙志愿者非正式服役。然而他们中的大多数人都和西班牙有关，或者曾在西班牙内战期间已经在维里亚托斯师为佛朗哥一方作战。

### 希特勒的评价
在希特勒的谈话录中，希特勒认为蓝色师可以和德军最好的部队相提并论，希特勒還曾提到：
對我们的军队來說，这群西班牙人多少显得有些军纪涣散，好像不觉得保养自己的武器装备是理所应当的，并且他们只存在理论上的崗哨，也不設立哨兵，即使有，那肯定也是在梦里才会有。如果没人叫醒他们，他们怕是连俄国人来了都不知道。但是這些西班牙人没有丢过一寸土地，没有比他们更英勇无畏的部队了，他們幾乎不找掩護，也藐視死亡。不論如何，我們的士兵都該慶幸，有这样的西班牙人驻防在我们的防区附近。
之後希特勒再決定是否入侵西班牙以讓阿古斯丁·穆尼奥斯·格兰德斯來取代佛朗哥時，他最終決定不這麼做，並說道：「這些西班牙人可是唯一的拉丁硬漢，若是入侵，在我們的後方將會有一場游擊戰爭發生。」

### 书籍
- Gerald R. Kleinfeld and Lewis A. Tambs.  Hitler's Spanish Legion: The Blue Division in Russia.  Southern Illinois University Press (1979), 434 pages, ISBN 0-8093-0865-7.
- Moreno Juliá, Xavier. . Stahel, David  (编). . Cambridge: Cambridge University Press. 2018: 193–212. ISBN 978-1-316-51034-6.
- Xavier Moreno Juliá.  La División Azul: Sangre española en Rusia, 1941–1945.  Barcelona: Crítica (2005).
- Wayne H. Bowen.  Spaniards and Nazi Germany: Collaboration in the New Order.  University of Missouri Press (2005), 250 pages, ISBN 0-8262-1300-6.
- Rusia no es cuestión de un día.... Juan Eugenio Blanco. Publicaciones Españolas. Madrid, 1954